# らいな
らいなは、日本の漫画家。

## 略歴
2008年、『ひめナビevolution』（『電撃G's magazine』連載）にて、商業デビュー。
2009年、『かんぱけ』（『まんがタイムきららキャラット』連載）にて、初のオリジナル漫画連載。

## 作品リスト

### 漫画作品
- ひめナビevolution（『電撃G's magazine』2008年6月号 - 2009年9月号）
- かんぱけ（『まんがタイムきららキャラット』2009年4月号 - 2010年1月号）
- セブンスドラゴン（『電撃「マ）王』2009年5月号 - 同年7月号）
- ひめナビおひめさま劇場（『電撃G's magazine』2009年10月号 - 2010年6月号）